# رضا علی‌پور
رضا علی‌پور شنازندی‌ فرد (زادهٔ ۹ اردیبهشت ۱۳۷۳ در شنازند) سنگ‌نورد ایرانی است. او قهرمان جهان و دارنده سابق رکورد جهانی سنگ‌نوردی سرعت با ثبت زمان ۵٫۴۸ ثانیه و همچنین دارندهٔ رکورد کنونی سنگ‌نوردی سرعت ایران با ثبت زمان ۴٫۸۴ ثانیه است.
علی‌پور در سال ۱۳۹۲ با ثبت رکورد ۶٫۲۴ ثانیه توانست اولین مدال طلای تاریخ سنگ‌نوردی ایران را در مسابقات قهرمانی جهان کسب کند. او برای نخستین‌بار ایران را در مادهٔ سرعت صاحب سهمیهٔ المپیک کرد و در رقابت رده‌بندی المپیک ۲۰۲۴ پاریس تنها با ۱۴ صدم ثانیه اختلاف با رقیبش ساموئل واتسون آمریکایی به مقام چهارم رسید. علی‌پور در مرحلهٔ نیمه‌نهایی این مسابقات توانست رکورد خود و ایران را به ۴٫۸۴ ثانیه ارتقا دهد.

## اوایل زندگی
رضا علی‌پور در ۹ اردیبهشت ۱۳۷۳ در روستا شنازند بخش کوهین در استان قزوین به دنیا آمده است.

## افتخارات
رضا علی‌پور در ۱۰ اردیبهشت ۱۳۹۶ موفق شد با ثبت رکورد ۵ ثانیه و ۵۴ صدم ثانیه عنوان قهرمانی مسابقات سنگ‌نوردی جام‌جهانی نانجینگ چین را از آن خود کند. وی در همه مراحل این مسابقات توانست رکورد کمتر از ۶ ثانیه را ثبت کند و در مرحله نیمه‌نهایی نیز توانست با ثبت زمان ۵ ثانیه و ۴۸ صدم ثانیه رکورد دنیا را که متعلق به دانیل بولدیرف اوکراینی با زمان ۵ ثانیه و ۶۰ صدم ثانیه بود، ۱۲ صدم ثانیه جابه‌جا نماید. او در فینال این رقابت‌ها با ثبت زمان ۵ ثانیه و ۵۴ صدم ثانیه بر سنگ‌نورد روس غلبه کرد و به عنوان قهرمانی دست یافت. پس از بهبود بخشیدن رکورد سرعت سنگ‌نوردی جهان به میزان ۱۲ صدم ثانیه توسط رضا علی‌پور، در بهمن ماه ۱۳۹۶ طی اقدامی از سوی اتحادیه بین‌المللی بازی‌های جهانی و به انتخاب کاربران، ورزشکار برتر سال ۲۰۱۷ از میان برترین ورزش‌کاران شرکت‌کننده در مسابقات ۲۰۱۷ وروتسواف لهستان به رأی‌گیری گذاشته شد؛ که بر این اساس علی‌پور با کسب ۹۰۷۹۰ رأی مردمی به عنوان برترین ورزشکار رشته‌های غیر المپیکی جهان در سال ۲۰۱۷ انتخاب شد. این اتفاق بزرگ برای اولین بار در تاریخ ورزش ایران رخ می‌دهد که برترین ورزشکار رشته‌های غیر المپیکی جهان از کشور ایران انتخاب می‌شود.رضا علی‌پور در جریان برگزاری مسابقات سنگنوردی بازی‌های آسیایی جاکارتا اندونزی ۲۰۱۸ توانست در اولین حضور رشته سنگنوردی در این رقابت‌ها، دهمین مدال طلای ایران و نخستین مدال طلای تاریخ سنگنوردی ایران در بازی‌های آسیایی را کسب کند. براساس رنکینگ اعلام شده از سوی فدراسیون جهانی سنگ‌نوردی؛ رضا علی‌پور با کسب ۳۲۴٫۶۸ امتیاز، بالاتر از باسا از فرانسه و تیموفیف از روسیه به‌عنوان برترین ورزشکار ماده سرعت جهان در سال ۲۰۱۸ انتخاب شد. رضا علی‌پور در نوزدهمین دوره بازی‌های آسیایی ۲۰۲۲ هانگژو چین در رشته سنگ‌نوردی سرعت و با پیروزی برابر حریف چینی در فینال با ثبت زمان ۵ ثانیه و ۳۰۲ هزارم‌ثانیه موفق به کسب مدال طلا شد؛ علی‌پور پیش از این در بازی‌های آسیایی سال ۲۰۱۸ به‌میزبانی کشور اندونزی نیز به مدال طلا رسیده بود.

## بازی‌های المپیک ۲۰۲۴ پاریس
علی‌پور در پایان رقابت‌های انتخابی ۲۰۲۴ المپیک، توانست با کسب ۳۵ امتیاز از مسابقه انتخابی سهمیه المپیک شانگهای چین و ۲۶ امتیاز از مسابقه انتخابی سهمیه المپیک بوداپست مجارستان، با مجموع ۶۱ امتیاز سهمیه حضور در المپیک ۲۰۲۴ پاریس را کسب کند تا در کنار ۱۳ سنگ‌نورد دیگر این رشته ورزشی که موفق به کسب سهمیه المپیک شده‌اند به رقابت بپردازد.رضا علی‌پور در مرحله رکوردگیری مقدماتی المپیک ۲۰۲۴ پاریس با ثبت رکورد ۵ ثانیه و ۶ صدم‌ثانیه در جایگاه ششم قرار گرفت و در دور حذفی با کسب بهترین زمان ثبت شده به‌عنوان نفر هشتم راهی مرحله یک‌چهارم‌نهایی شد.در مرحله نیمه‌نهایی المپیک ۲۰۲۴ پاریس علی‌پور به مصاف امیر مایموراتف از قزاقستان رفت و با ثبت زمان ۵ ثانیه و ۵۷ صدم‌ثانیه به جمع ۴ سنگنورد برتر المپیک رسید. رضا علی‌پور در مرحله رده‌بندی نهایی المپیک ۲۰۲۴ پاریس و در جریان رویارویی با ساموئل واتسون آمریکایی با ثبت زمان ۴ ثانیه و ۸۴ صدم‌ثانیه و تنها با ۶ صدم‌ثانیه اختلاف از رسیدن به نشان برنز جاماند و در رده چهارم المپیک قرار گرفت.

## شگرد رضا
رضا علی‌پور در سال ۲۰۱۶ و در جریان مسابقات سنگ‌نوردی جام‌جهانی ووجیانگ چین با حذف گیره چهارم مسیر، حرکتی جدید را در سنگ‌نوردی سرعت جهان پایه‌گذاری کرد. به‌طوری‌که او در آغاز صعود، مسیر را همانند استارت کلاسیک شروع می‌کند، اما سپس مستقیماً با کشش بسیار زیاد با حذف گیره دست چهارم به سمت گیره شماره ۵ و ۶ می‌رود. رضا علی‌پور اولین سنگ‌نوردی در جهان بود که مبتکر شگردی شد که فدراسیون جهانی صعودهای ورزشی IFSC آن را شگرد «رضا» نامید.

## فعالیت‌های اجتماعی
رضا علی‌پور پس از بازگشت از بازی‌های المپیک ۲۰۲۴ پاریس، در اقدامی خیرخواهانه و انسان‌دوستانه، گوشی تلفن همراهی که در این مسابقات به‌عنوان هدیه دریافت کرده بود را به فروش گذاشت تا عواید آن را صرف تهیه پانصد بسته کمک تحصیلی برای کودکان کار کوره‌های آجرپزی کند. یکی از شرکت‌های تولیدکننده تلفن‌همراه، برای بازی‌های المپیک و پارالمپیک ۲۰۲۴ پاریس، ۱۷٬۰۰۰ گوشی تحت‌عنوان نسخه المپیک برای اهداء به ورزشکاران تولید کرد.علی‌پور در شهریورماه ۱۴۰۳ با همکاری یک حامی مالی توانست بیش از ۱۲۰۰ کیف مدرسه به‌همراه لوازم‌التحریر و ۶۰۰ جفت کفش برای کودکان‌کار کوره‌های آجرپزی قزوین تهیه کند. این اتفاق پس از حراج عمومی گوشی تلفن‌همراه هدیه المپیک ۲۰۲۴ پاریس رخ داد، اما یک حامی مالی بدون دریافت گوشی تلفن‌همراه از علی‌پور ملزومات مدرسه کودکان‌کار را تأمین کرد. بعد از این رخداد علی‌پور در اقدامی مشابه مجدداً هدیه المپیکی خود را به حراج گذاشت تا با عواید آن بتواند نسبت به ساخت مجموعه بهداشتی و درمانی نظیر مطب دکتر و حمام و سرویس بهداشتی در محل کوره‌های آجرپزی قزوین اقدام کند.

## نگارخانه

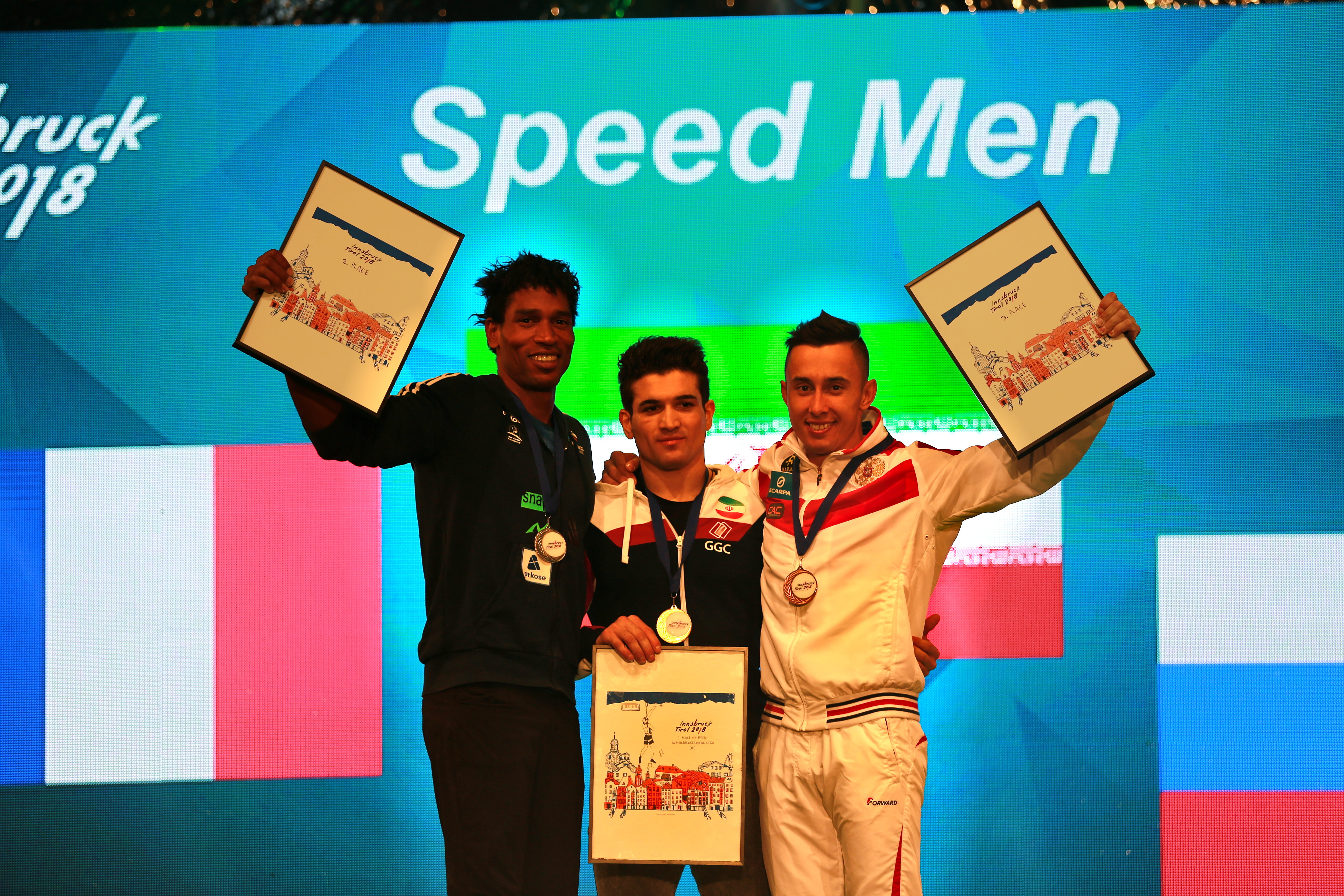
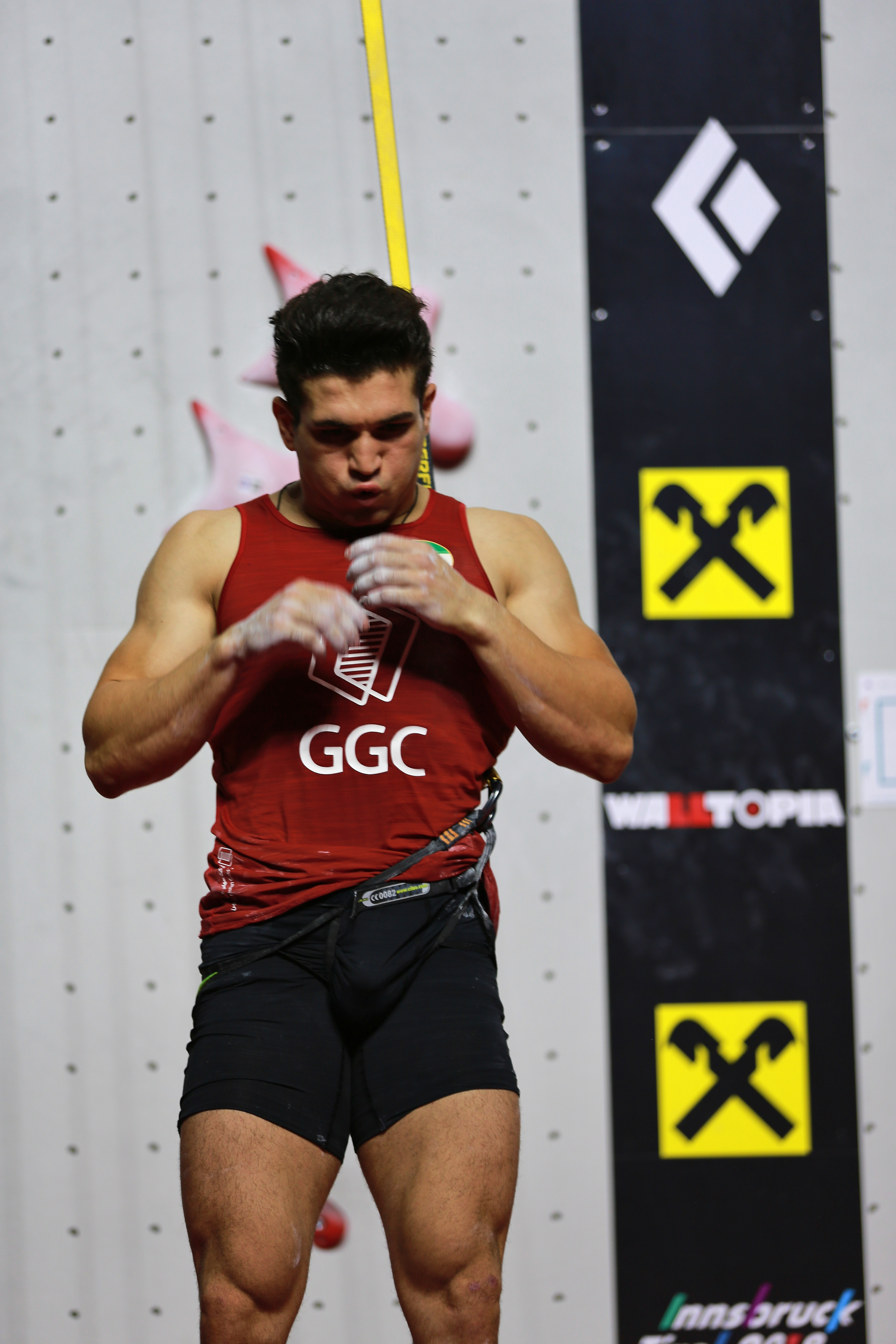
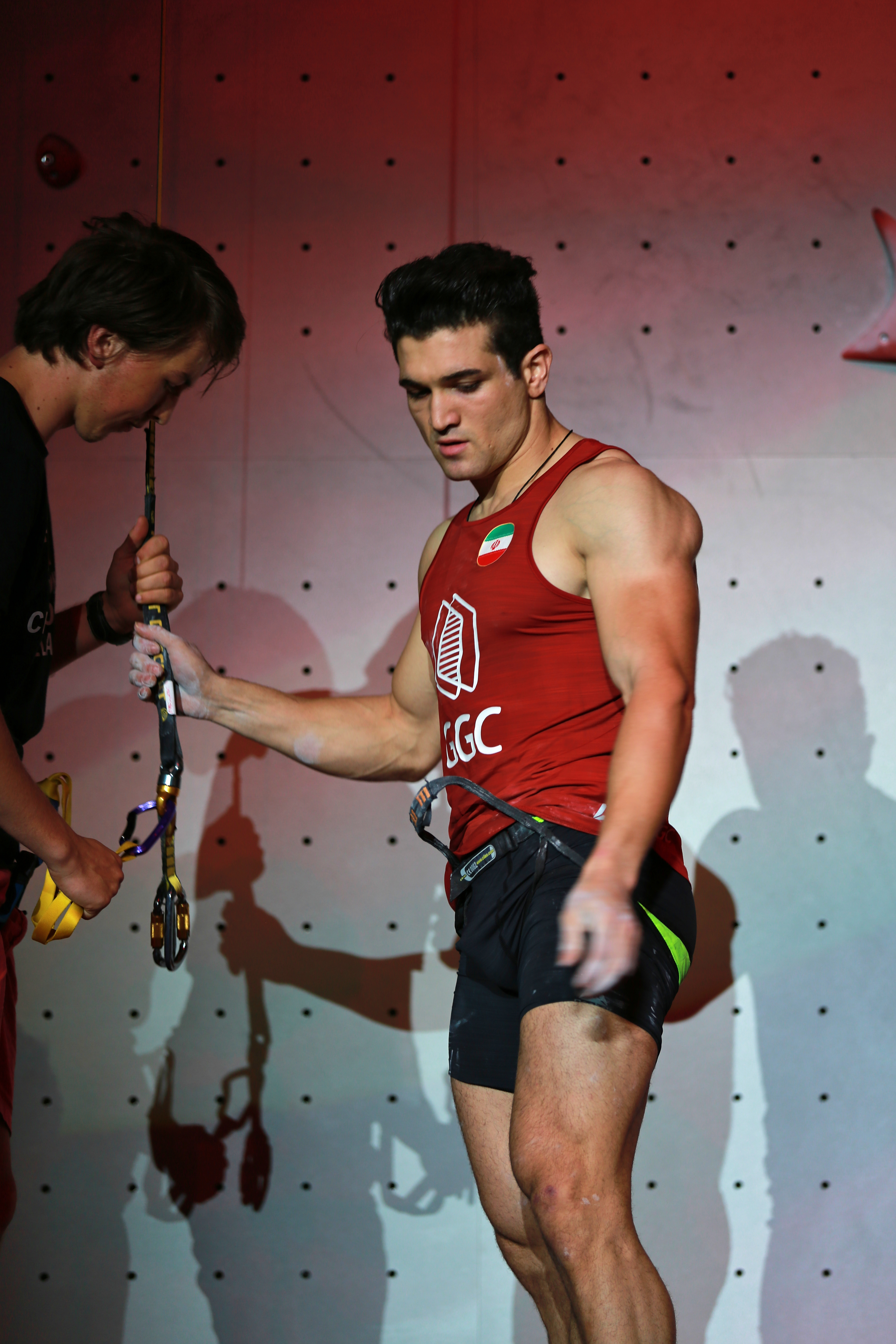
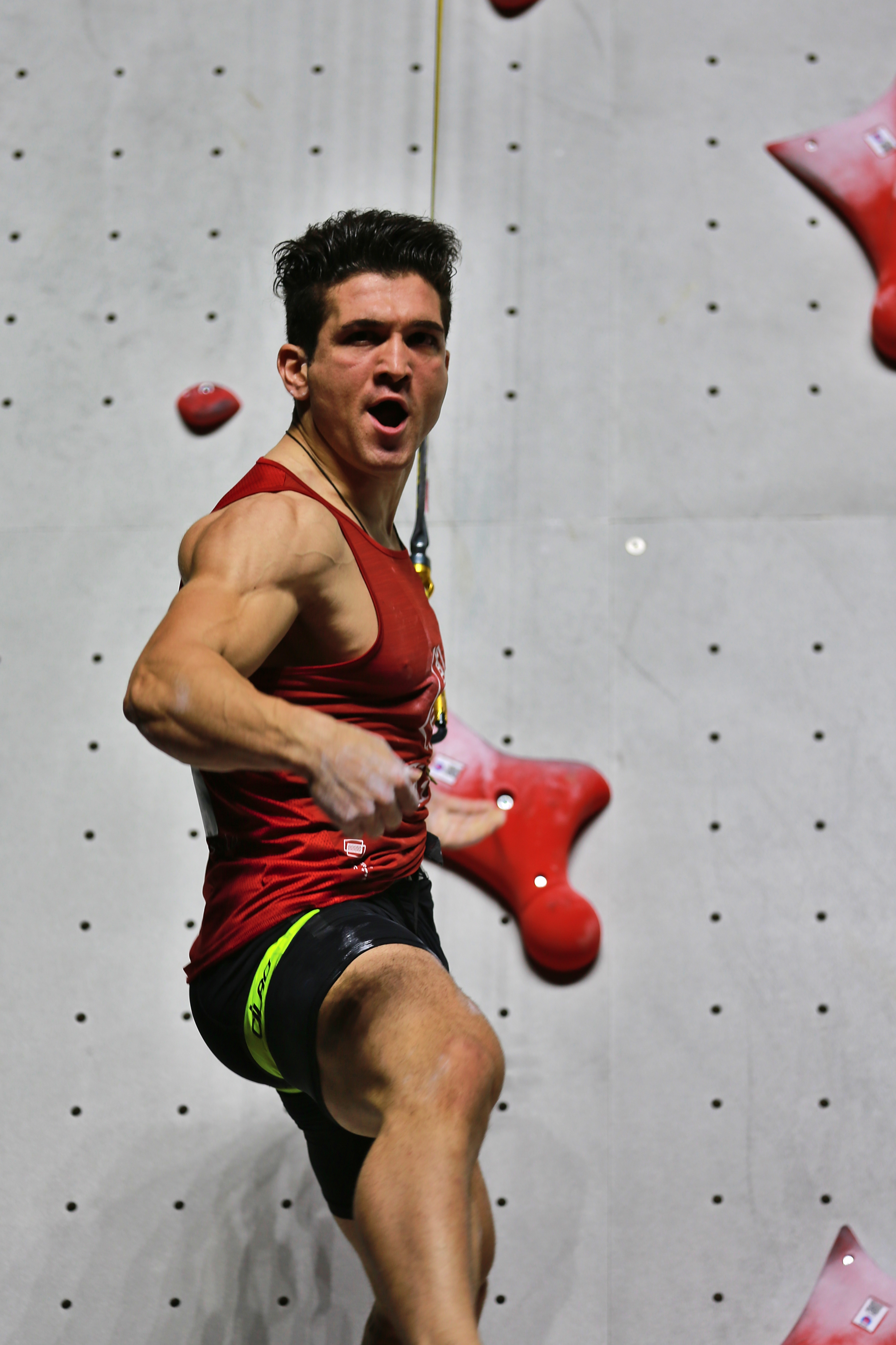
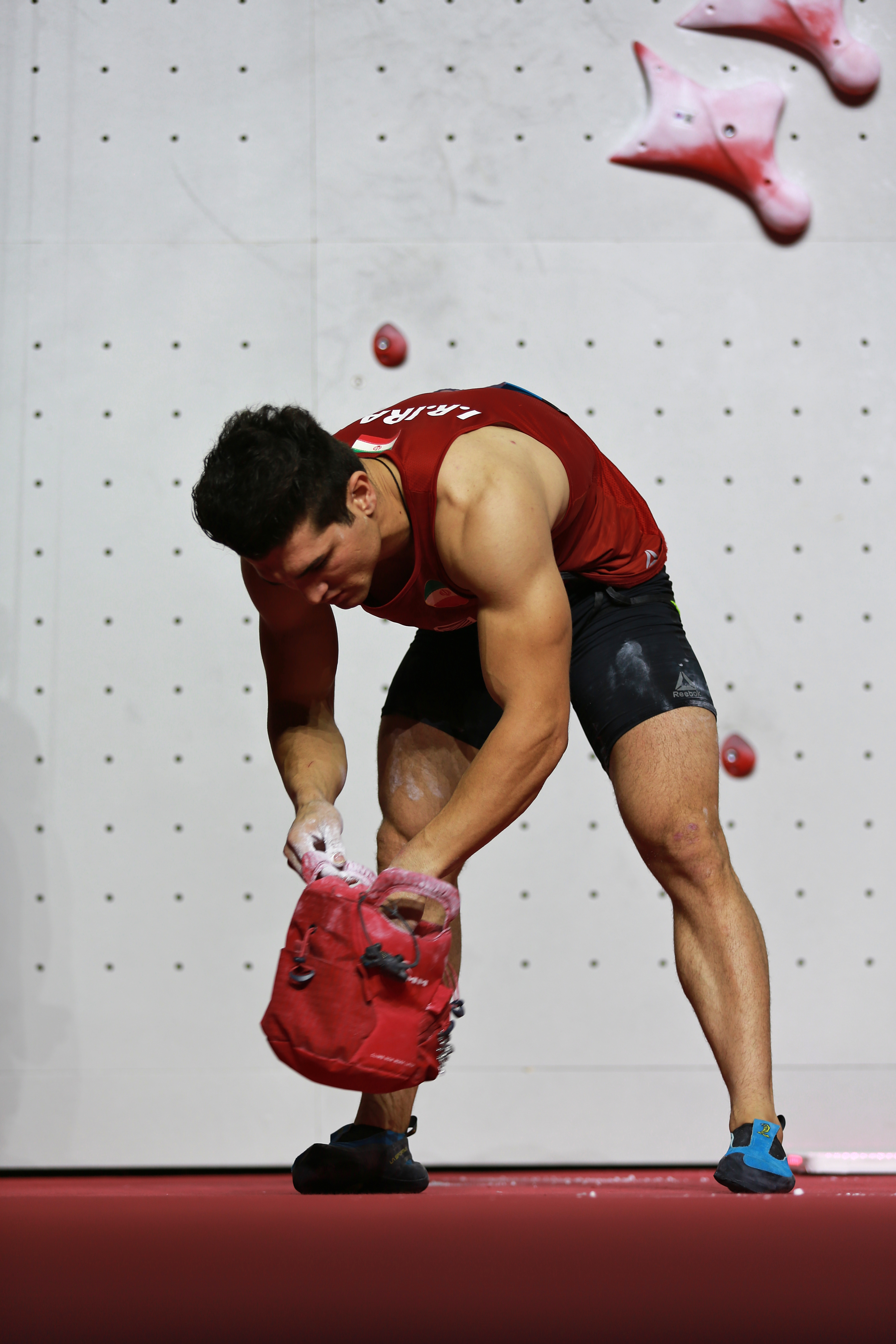
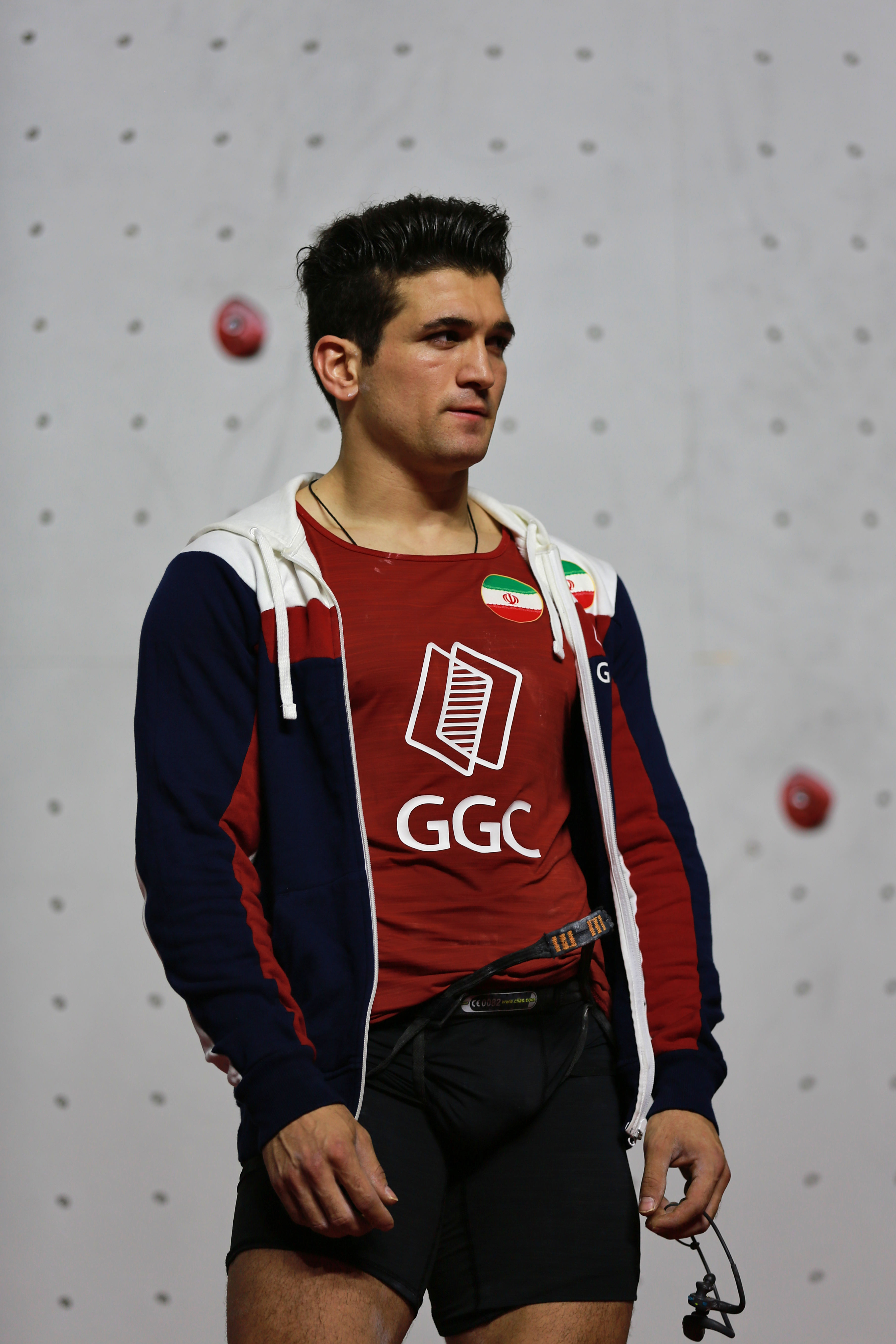
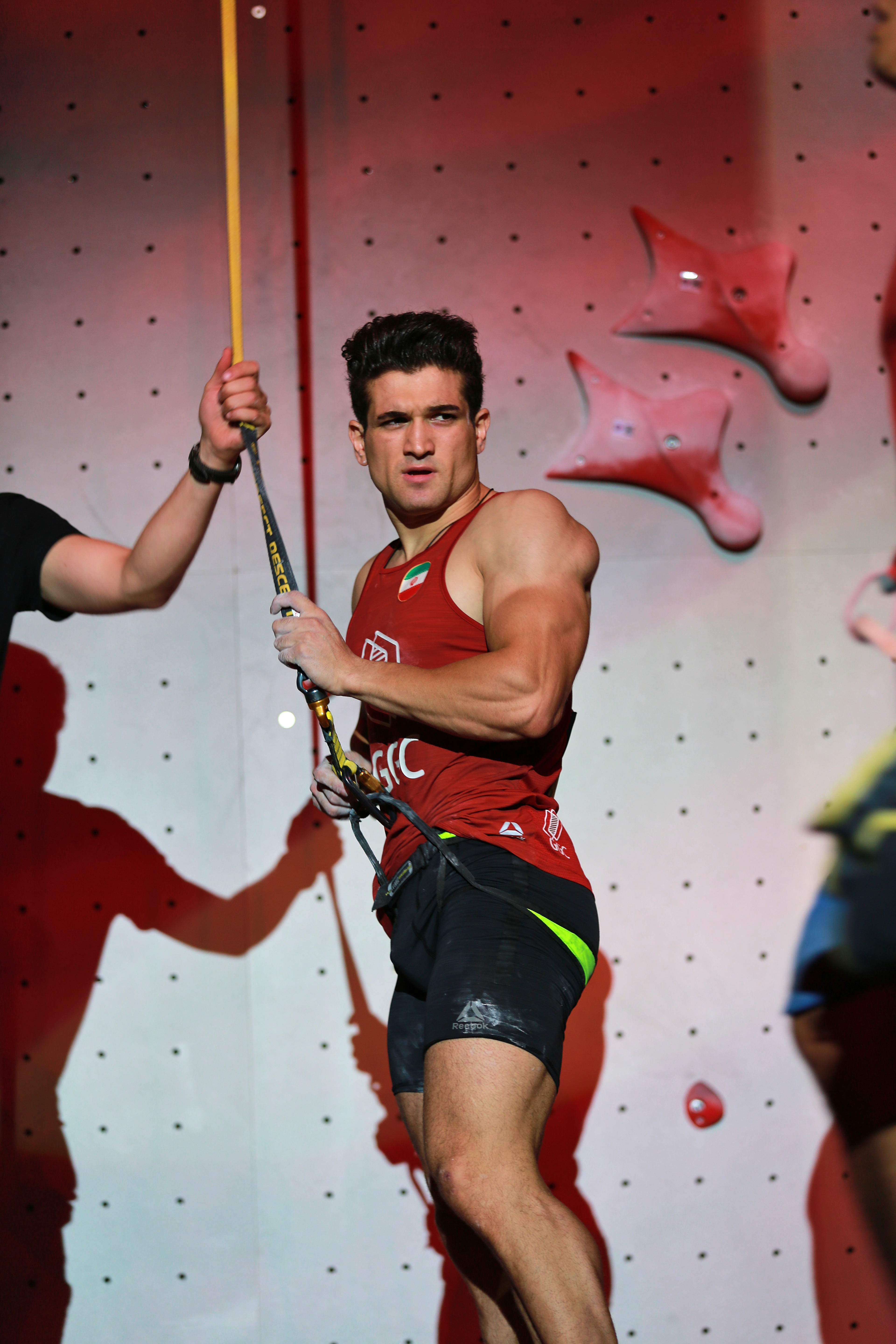

## عناوین جام‌جهانی سنگ‌نوردی
| سال  | مکان           | رویداد | نشان |
| ---- | -------------- | ------ | ---- |
| ۲۰۱۳ | هایانگ، چین    | سرعت   | طلا  |
| ۲۰۱۳ | ووجیانگ، چین   | سرعت   | نقره |
| ۲۰۱۴ | شامونی، فرانسه | سرعت   | برنز |
| ۲۰۱۵ | هایانگ، چین    | سرعت   | برنز |
| ۲۰۱۵ | ووجیانگ، چین   | سرعت   | طلا  |
| ۲۰۱۶ | نانجینگ، چین   | سرعت   | طلا  |
| ۲۰۱۶ | شامونی، فرانسه | سرعت   | برنز |
| ۲۰۱۷ | نانجینگ، چین   | سرعت   | طلا  |
| ۲۰۱۷ | ویلارس، سوپیس  | سرعت   | طلا  |
| ۲۰۱۷ | آرکو، ایتالیا  | سرعت   | نقره |
| ۲۰۱۸ | مسکو، روسیه    | سرعت   | طلا  |
| ۲۰۱۸ | آرکو، ایتالیا  | سرعت   | برنز |
| ۲۰۱۸ | ووجیانگ، چین   | سرعت   | برنز |
| ۲۰۱۸ | ژیامن، چین     | سرعت   | برنز |

| Date            | Time (s) | Person                | Location              | Competition                  |
| --------------- | -------- | --------------------- | --------------------- | ---------------------------- |
| ۸ اوت ۲۰۲۴      | ۴٫۷۴     | ساموئل واتسون         | پاریس، فرانسه         | بازی‌های المپیک تابستانی ۲۰۲۴ |
| ۶ اوت ۲۰۲۴      | ۴٫۷۵     | ساموئل واتسون         | پاریس، فرانسه         | بازی‌های المپیک تابستانی ۲۰۲۴ |
| ۱۲ آوریل ۲۰۲۴   | ۴٫۷۹۸    | ساموئل واتسون         | ووژیانگ، چین          | جام جهانی                    |
| ۱۲ آوریل ۲۰۲۴   | ۴٫۸۵۹    | ساموئل واتسون         | ووژیانگ، چین          | جام جهانی                    |
| ۲۸ آوریل ۲۰۲۳   | ۴٫۹۰     | ودریک لئوناردو        | سئول، کره‌جنوبی        | جام جهانی                    |
| ۲۸ آوریل ۲۰۲۳   | ۴٫۹۸۴    | ودریک لئوناردو        | سئول، کره‌جنوبی        | جام جهانی                    |
| ۸ ژوئیه ۲۰۲۲    | ۵٫۰۰۹    | کرام‌الکاتبین          | شامونی، فرانسه        | جام جهانی                    |
| ۳۰ ژوئن ۲۰۲۲    | ۵٫۰۴     | کرام‌الکاتبین          | ویلارس، سوئیس         | جام جهانی                    |
| ۳۰ ژوئن ۲۰۲۲    | ۵٫۰۹     | کرام‌الکاتبین          | ویلارس، سوئیس         | جام جهانی                    |
| ۲۷ مه ۲۰۲۲      | ۵٫۱۰     | کرام‌الکاتبین          | سالت لیک سیتی، آمریکا | جام جهانی                    |
| ۶ مه ۲۰۲۲       | ۵٫۱۷     | کرام‌الکاتبین          | سئول، کره‌جنوبی        | جام جهانی                    |
| ۲۸ مه ۲۰۲۱      | ۵٫۲۰     | ودریک لئوناردو        | سالت لیک سیتی، آمریکا | جام جهانی                    |
| ۲۸ مه ۲۰۲۱      | ۵٫۲۵     | کرام‌الکاتبین          | سالت لیک سیتی، آمریکا | جام جهانی                    |
| ۳۰ آوریل ۲۰۱۷   | ۵٫۴۸     | رضا علی‌پور شنازندی‌فرد | نانجینگ، چین          | جام جهانی                    |
| ۱۲ سپتامبر ۲۰۱۴ | ۵٫۶۰     | دنیل بولدریف          | خیخن، اسپانیا         | قهرمانی جهان                 |
| ۳۱ اوت ۲۰۱۴     | ۵٫۷۳     | لیبور هروزا           | آرکو، ایتالیا         | جام جهانی                    |
| ۳۰ اوت ۲۰۱۴     | ۵٫۷۶     | لیبور هروزا           | آرکو، ایتالیا         | جام جهانی                    |
| ۱۳ اکتبر ۲۰۱۲   | ۵٫۸۸     | اوگینی ویدسخوفسکی     | شینینگ، چین           | جام جهانی                    |
| ۲۷ اوت ۲۰۱۱     | ۶٫۲۶     | زینگ زونگ             | آرکو، ایتالیا         | قهرمانی جهان                 |